# Carrefour Angrignon

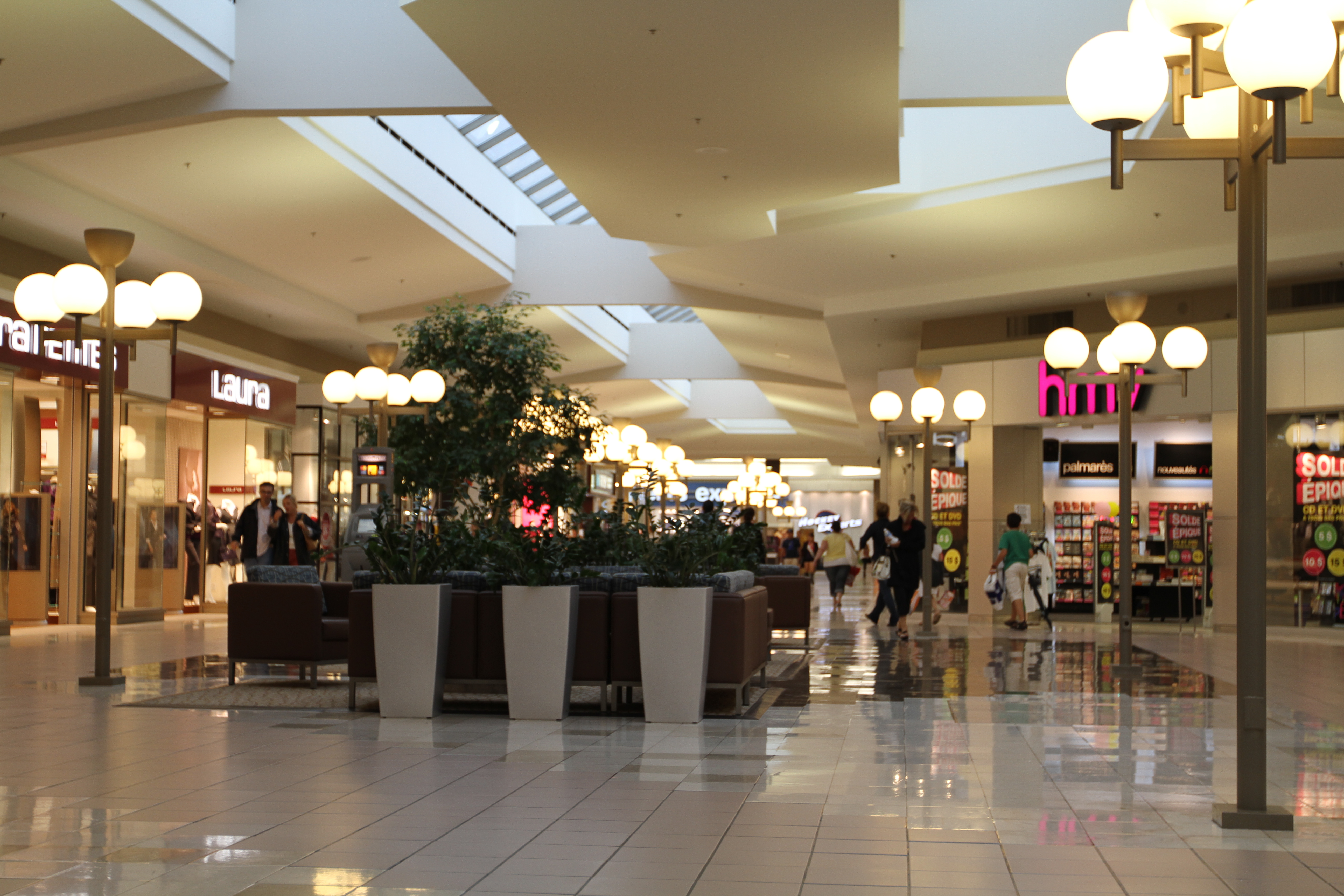
Vue intérieure du Carrefour Angrignon

Le Carrefour Angrignon est un centre commercial de plus de 200 boutiques et services situé dans l'arrondissement LaSalle, dans le sud-ouest de l'île de Montréal. Il dessert les populations de l'arrondissement LaSalle, le Sud-Ouest et Verdun. Il est accessible par métro via la station terminus de la ligne verte Angrignon et par l'autobus #106 de la STM.
Magasins principaux :
- La Baie D'Hudson (depuis le 24 août 2018) ;
- Linen Chest ;
- Centre bancaire CIBC (ouvert le samedi et le dimanche) ;
- Sports Experts/Atmosphere ;
- Maxi ;
- Best Buy ;
- Bureau en gros.

Il est situé à côté du complexe Angrignon, mini centre commercial extérieur adjacent qui abrite Canadian Tire, Walmart Supercentre, Michael's et Provigo, notamment.

## Histoire
Carrefour Angrignon inaugurait le 13 août 1986 avec 200 magasins dont Sears, Zellers, Maxi, Eaton et Pascal.
Eaton ferma sa succursale du Carrefour Angrignon en février 1998 dans le cadre d'une restructuration de la compagnie.
En 2012, Target Canada acquiert le bail de Zellers afin d'ouvrir son propre magasin au Carrefour Angrignon en 2013. Ce dernier finira par lui-même fermer en avril 2015.
Sears ferma définitivement le 14 janvier 2018. Ceci fait de Maxi le seul commerce à grande surface qui reste de 1986, et son épicerie au Carrefour Angrignon est également sa plus ancienne succursale sur l'île de Montréal depuis la fermeture en 2015 du magasin qui se trouvait sur le boulevard des Grandes-Prairies à Saint-Léonard,.
La Baie d'Hudson ouvrit un magasin le 24 août 2018 dans l'ancien local de Target,. L'ancien espace du Sears fut pour sa part subdivisé en 2019 pour les détaillants Aubainerie et Ardène.

## Revitalisation
Des travaux de rénovation du centre commercial lancés par les gestionnaires du centre WestCliff se sont déroulés de 2010 à 2011. La rénovation de la foire alimentaire fut la plus importante partie du projet. L'intérieur du centre commercial, les aires communes et le mobilier furent tous changées ainsi que le comptoir du service à la clientèle. Les entrées extérieurs furent entièrement redessinées.

## Liste des boutiques
- A&W
- Addition Elle
- Aldo
- Amir
- Ardène
- Atmosphère
- Aubainerie
- Banque CIBC
- Banque Scotia
- Bell
- Bell (kiosque)
- Bentley
- Best Buy
- Bijouterie Au Coin du Temps
- Bijouterie Barcelona
- Bijouterie Cathy
- Bijouterie Edouard
- Bijouterie Monaco (Pandora)
- Bijouterie Sirena
- Bikini Village
- Boutique Spring
- Bureau de poste / Post Office (Pharmaprix)
- Bureau en Gros
- Café Dépôt Gelato
- Carrefour Angrignon
- Carter’s OshKosh
- Cazza Petite
- Change
- Chaussures Galli
- Cinéma Famous Players
- Claire France
- Claire’s
- Coiffure Adriana Style
- Coles
- Colori
- Concept Élite
- Cordonnerie/Nettoyeur
- De Fil en Aiguille
- Dollarama
- Dynamite
- Electro Cell
- Ernest
- Fido
- Foot Locker
- Fruits & Passion
- Garage
- GNC
- Greiche & Scaff
- H&M
- Hair World
- Hockey Experts
- Jean Bleu
- Jeans Atelier
- Jolis Ongles
- Jus Jugo Juice
- Kojax
- Koodo
- La Baie d’Hudson
- La Cabine T Sans Fil
- La Cage aux Sports
- La Crèmière
- La Senza
- La Source
- La Vie en Rose
- La Vie en Rose Aqua
- Laura Secord
- Le Vapeur Express
- LensCrafters
- Lids
- Linen Chest
- Loto-Québec
- Loto-Québec (Maxi)
- Manteaux Manteaux
- Maxi
- Miniso
- Mobile Snap
- Mobilinq Accessoires Cellulaires
- Mr. Pretzels
- Muffin Plus
- Naturiste
- OK Kids
- Old Navy
- Optik Farhat
- Panda
- Parfumerie Karen
- Payless ShoeSource
- Pédi Spas
- PFK
- Pharmaprix
- Poulet Rouge
- Rampage
- Reitmans
- Renaud-Bray
- Rogers Plus
- RW&CO.
- Safari
- San Francisco
- SAQ Sélection
- Silver & Co.
- Sopra
- Sports Experts
- Stokes
- Style Elle
- Subway
- Sunrise Records
- Sushiman
- Swarovski par Monaco
- Tabagie Gateway
- Telus
- Tendances Chaussures
- Teriyaki à la Japonaise
- Thaï Express
- The Children’s Place
- Tiki Ming
- Tim Hortons
- Tristan
- Ultramar
- Univers d’Encre Plus
- Urban Planet
- Valentine
- Valise Mondiale
- Vidéotron
- Vidéotron (kiosque)
- Virgin Mobile
- WOW! boutique mobile
- Yogen Fruits
- Yves Rocher
- Zyeu Optométristes

## Origine du nom

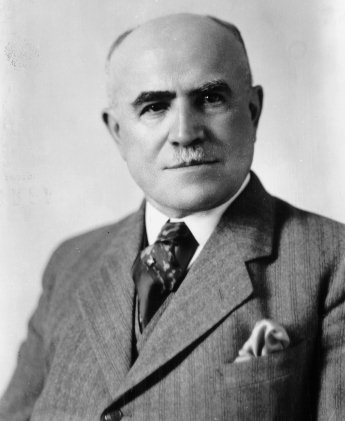
Jean-Baptiste Arthur Angrignon

Angrignon fait référence à Jean-Baptiste Arthur Angrignon (1875-1948), échevin du quartier de Saint-Paul de 1921 à 1934 et membre du Comité exécutif de la Ville de Montréal de 1928 à 1930, qui contribua largement à l'essor de ce quartier.